# Ribbit and Rip It
«Ribbit and Rip It» (с англ. — «Оторвать и разорвать») — восьмой эпизод американского сериала «Женщина-Халк: Адвокат» (2022), основанного на одноимённом персонаже комиксов Marvel. В этом эпизоде Дженнифер Уолтерс / Женщина-Халк объединяется с Мэттом Мёрдоком / Сорвиголовой для поисков модельера, похищенного одним из клиентов Уолтерс. Действие эпизода происходит в медиафраншизе «Кинематографическая вселенная Marvel» (КВМ), разделяя преемственность с фильмами франшизы. Сценаристом выступил Коди Зиглар, а режиссёром — Кэт Койро.
Татьяна Маслани исполняет роль Дженнифер Уолтерс / Женщины-Халка; в эпизоде также сыграли Джош Сегарра, Джинджер Гонзага, Джон Басс, Гриффин Мэтьюз, Стив Култер, Марк Линн-Бэйкер, Тесс Малис Кинкейд, Чарли Кокс (Мёрдок), Рене Элиз Голдсберри и Брэндон Стэнли. Койро присоединилась к проекту в сентябре 2020 года, чтобы стать режиссёром большинства эпизодов сериала.
Эпизод «Оторвать и разорвать» был выпущен на Disney+ 6 октября 2022 года.

## Сюжет
Юджин Патилио, также известный под псевдонимом Лягушка-прыгун, обращается в Goodman, Lieber, Kurtzberg & Holliway (GLK&H), чтобы подать в суд на модельера по имени Люк Джейкобсон, который предоставил Юджину неисправный суперкостюм, из-за которого Патилио получил ожоги на ногах. Дженнифер Уолтерс / Женщина-Халк, взявшаяся за дело Патилио, приходит к Джейкобсону и пытается поговорить с ним о компенсации для Юджина, но Люк не признаёт себя ответственным за травмы Патилио и разочаровывается в Уолтерс, отказываясь создавать для неё новые костюмы.
В суде Джейкобсона представляет Мэтт Мёрдок, и ему удаётся выиграть дело из-за того, что Патилио случайно проболтался о том, что проигнорировал инструкции по использованию костюма. Через некоторое время Уолтерс и Мёрдок случайно встречаются в баре и, в ходе беседы, дружатся.
Дженнифер получает сообщение от Тодда Фелпса, парня, с которым она раньше ходила на свидание. Фелпс просит Уолтерс встретиться в ресторане, чтобы обсудить его проблемы с законом. Во время встречи Тодд говорит, что посетил аукцион и приобрёл копьё из Ваканды. В ходе дальнейшего разговора выясняется, что Фелпс пригласил Уолтерс на встречу не из-за проблем с законом, а на свидание. Уолтерс отторгает Тодда и покидает ресторан.
Придя домой, неожиданно Дженнифер поступает звонок от Юджина, который просит о помощи против неизвестного напавшего. Уолтерс надевает костюм и отправляется на помощь. Прибыв на место, Женщина-Халк сражается с напавшим на Патилио человеком — Сорвиголовой. Патилио уезжает на своей машине, а Женщина-Халк побеждает Сорвиголову, которым оказывается Мёрдок. Он говорит Уолтерс, что Патилио похитил Джейкобсона. Дженнифер и Мэтт отправляются спасать Люка.
В своём логове Патилио рассказывает Джейкобсону о том, что нужно встроить в новые костюмы Лягушки-прыгуна. Тем временем Мёрдок и Уолтерс врываются в здание, обезвреживают нескольких помощников Патилио и освобождают Джейкобсона. Люк прощает Дженнифер за их предыдущее недопонимание. Мёрдок остаётся с Уолтерс на ночь в её доме.
На следующий день Мёрдок уезжает в Нью-Йорк, а Уолтерс посещает гала-концерт «Юридическая премия Южной Калифорнии», где получает награду «Женщина-юрист года». Во время речи Уолтерс на большом экране внезапно появляется «Интеллигенция», группа, которая ненавидит Женщину-Халка, и портит репутацию Уолтерс, показав кадры eё секса с Джошем Миллером. Уолтерс приходит в ярость и разрушает гала-сцену, а затем хватает члена «Интеллигенции», но её останавливают агенты Департамента по ликвидации разрушений (DODC).

## Производство

### Разработка
В августе 2019 года студия Marvel Studios объявила, что «Женщина-Халк: Адвокат» разрабатывается для стримингового сервиса Disney+. В сентябре 2020 года Кэт Койро была нанята режиссёром шести эпизодов, включая восьмой, а также исполнительным продюсером сериала. Когда сериал был запущен в производство, сюжет, связанный с происхождением Дженнифер Уолтерс в качестве Женщины-Халка, предназначался для восьмого эпизода, но в процессе постпроизводства был перенесён в первый. В число исполнительных продюсеров, помимо Койро и главного сценариста Джессики Гао, входят Кевин Файги, Луис Д’Эспозито, Виктория Алонсо и Брэд Уиндербаум. Восьмой эпизод, «Ribbit and Rip It» (с англ. — «Оторвать и разорвать»), был написан Коди Зигларом и вышел на Disney+ 6 октября 2022 года.

### Сценарий
Включение Мэтта Мёрдока / Сорвиголовы в сериал имело для Джессики Гао логический смысл, поскольку и он, и Уолтерс — адвокаты и супергерои, и Мэтт мог показать Дженнифер, что баланс между этими направлениями возможен. Появление Мёрдока вызывает у Уолтерс раздражение, поскольку он «появился из ниоткуда и показал ей себя» в суде, а после этого в баре он «берёт на себя ответственность», угощая её алкогольным напитком. После начала общения, Уолтерс впечатляется Мёрдоком и начинает чувствовать, что между ними есть связь. Сценаристы надеялись, что у Дженнифер и Мэтта будет «потрясающая химия»; Гао отметила, что сценаристы создали их динамику «в духе Говарда Хоукса». В конечном итоге Мёрдок и Уолтерс вступают в романтические отношения, на что и рассчитывали сценаристы, считая, что Мёрдок «кажется ей подходящим парнем».
Сайт Marvel.com описал Сорвиголову как «в значительной степени того же Мэтта Мёрдока, которого зрители знают и любят» , а актёр Чарли Кокс, исполнитель роли Мёрдока, заявил, что «он должен быть и всегда будет тем же персонажем. Разница в том, что, как и другие люди, мы меняемся и становимся совершенно другими в зависимости от того, что происходит в нашей жизни». Кокс внёс изменения в образ Мёрдока из телесериала «Сорвиголова» (2015—2018) на Netflix, чтобы сделать его образ «соответствующим» тону «Женщины-Халка», изобразив Мэтта в хорошем жизненном положении и придав ему «немного дерзости и немного флирта». Чарли назвал это «действительно отличным экспериментом» для себя и персонажа, чтобы посмотреть, как Мёрдок впишется в более лёгкую обстановку, чем в телесериале «Сорвиголова», стараясь, чтобы он не стал «предметом шуток [в эпизоде], потому что он слишком серьёзен». Джессике Гао и другим сценаристам так и не дали чёткого указания, следует ли воспринимать Мёрдока таким же, как в сериале Netflix, или нет.
Эпизод показывает, что «Заковианский договор» — свод законов, введённых в фильме «Первый мститель: Противостояние» (2016), устанавливающий правительством контроль над действиями команды «Мстители», был отменён. Сценаристы поинтересовались, могут ли они упомянуть об отмене данного договора, и руководство Marvel Studios дало им разрешение. В конце эпизода Уолтерс приходит в ярость, увидев, как материалы из её личной жизни, украденные группой «Интеллигенция», транслируются на гала-вечере «Женщина-юрист года». Татьяна Маслани, исполнительница роли Уолтерс, считает, что этот момент был «в значительной степени оправдан» для Уолтерс, добавив, что это делает её похожей на монстра «из-за внешнего восприятия и того, как это выглядит со стороны». Эта ситуация также является подтверждением совета, который Уолтерс получила от своего двоюродного брата Брюса Бэннера в первом эпизоде, о том, что если она не будет контролировать свои способности Халка, общественность будет видеть в ней только монстра; сценаристы намекали на эту сцену на протяжении всего сериала.

### Кастинг
В эпизоде снялись Татьяна Маслани в роли Дженнифер Уолтерс / Женщины-Халка, Джош Сегарра в роли Августа «Пага» Пульезе:30:43–31:08; 31:23, Джинджер Гонзага в роли Никки Рамос, Джон Басс в роли Тодда Фелпса, Гриффин Мэтьюз в роли Люка Джейкобсона, Стив Култер в роли Холдена Холлиуэя, Марк Линн-Бэйкер в роли Морриса Уолтерса, Тесс Малис Кинкейд в роли Элейн Уолтерс:30:43–31:08; 31:23, Чарли Кокс в роли Мэтта Мёрдока / Сорвиголовы, Рене Элиз Голдсберри в роли Мэллори Бук:30:43–31:08; 31:23 и Брэндон Стэнли в роли Юджина Патилио / Лягушки-прыгуна. Также в эпизоде снялся Тревор Сэлтер в роли Джоша Миллера:31:53.

### Съёмки и визуальные эффекты
Съёмки проходили на студии Trilith Studios в Атланте (Джорджия), режиссёром эпизода выступила Кэт Койро, а оператором — Флориан Баллхаус:1. Койро старалась найти баланс при создании сцен секса в сериале, чтобы он не заходил «слишком далеко» или не был «запретным». Она отдала дань уважения «романтическим комедиям 2000-х годов», проанализировав костюмы Уолтерс и Мёрдока во время их уединения, но в то же время посчитала, что это «нечто совершенно новое, потому что это были дубинки и шлемы, а не одежда», и назвала сцену «очень вызывающей», при этом «доступной для всех возрастов». Сцена утренней прогулки Мёрдока первоначально должна была стать сценой после титров, но была перенесена в эпизод по решению Койро.
Монтажёром эпизода выступил Джейми Гросс; Койро высоко оценила его работу, назвав Гросса «самым большим в мире фанатом Сорвиголовы», знающим «всю его историю и… пасхальные яйца», что нашло отражение в его редакторских решениях. Визуальные эффекты были созданы компаниями Digital Domain, Wētā FX, Wylie Co., Cantina Creative, FuseFX, SDFX Studios, Capital T, Keep Me Posted, WeFX и Lightstage:32:59–33:18.

### Музыка
В эпизоде звучат следующие песни: «Let’s Werk» от Джулисы Уилсон, «Last Exit to Brooklyn» от доктора Стивена Трипа и Лоуренса Сэма Голдингса, «Honey» от Чибии, «Happy Birds» от Винса Уэбба, «Next Big Thing» от Вест Роуз, «Rude» от Shygirl, «Dominique» от Элы Майнэс и «Second Thought» от Билла Аншеля:33:32–33:35. Также в эпизоде использована главная музыкальная тема из телесериала «Сорвиголова», исполненая Джоном Песано.

## Маркетинг
В преддверии выхода эпизода Marvel выпустила видеоролик, демонстрирующий появление Лягушки-прыгуна, на роль которого прослушивались такие актёры сериала, как Маслани, Гонзага и Марк Руффало, а также лягушонок Кермит. Джермейн Люссье из Gizmodo считает, что видео было сделано исключительно для того, чтобы ещё больше «испортить» ожидание фанатов от появления Сорвиголовы в сериале, а Джон Додж из Comic Book Resources полагает, что видео было «троллингом» со стороны Marvel. Кофи Аутлоу из ComicBook.com считает, что промо-ролик придаёт Лягушке-прыгуну те же «фишки», что и Скользящему человеку из сериала HBO «Хранители».
В эпизод был включён QR-код, позволяющий зрителям получить доступ к бесплатной цифровой копии комикса She-Hulk (2014) #9. После премьеры эпизода Marvel объявила о выпуске товаров, вдохновлённых эпизодом, в рамках еженедельной акции «Marvel Must Haves» для каждого эпизода сериала, включая Funko POP!-фигурку Женщины-Халка, одежду и аксессуары.

## Реакция

### Зрители
Согласно данным фирмы Nielsen Media Research, которая измеряет количество минут, просмотренных американской аудиторией, сериал «Женщина-Халк: Адвокат» стал седьмым самым просматриваемым оригинальным сериалом на потоковых сервисах за неделю с 3 по 9 октября 2022 года с 454 млн просмотренных минут, что на 13,6 % больше, чем на предыдущей неделе. По данным компании Parrot Analytics, которая изучает вовлечённость зрителей в потребительские исследования, потоковое вещание, скачивания и социальные сети, «Женщина-Халк: Адвокат» стала шестым по востребованности потоковым сериалом в США за неделю, закончившуюся 7 октября 2022 года. Также, согласно данным платформы TV Time, принадлежащей компании Whip Media, «Женщина-Халк: Адвокат» — лучший транслируемый сериал для зрителей США за неделю, закончившуюся 9 октября 2022 года.

### Критики
Джек Шеперд из GamesRadar дал эпизоду 4 звезды из 5 и отметил особую химию между Уолтерс и Мёрдоком. Он написал: «Завязка гениальна — и как адвокаты, и как супергерои эти двое изначально были друг против друга, прежде чем объединиться». Ричард Тренхольм из CNET сравнил Лягушку-прыгуна с Линчевателем из сериала «Миротворец». Кшитидж Мохан Рават из WION назвал «Оторвать и разорвать» «очень интересным и захватывающим эпизодом». Журналисты из Screen Rant акцентировали внимание на том, что серия наконец завершила сюжетную линию «Заковианского договора», поскольку Мёрдок упоминал в зале суда, что соглашения отменены. В ноябре 2022 года сайт Comic Book Resources поставил эпизод на 1 место во всём сериале за появление Сорвиголовы.

### Награды
За актёрскую игру в этом эпизоде Чарли Кокс был удостоен почётного упоминания в номинации «Исполнитель недели» по версии TVLine за неделю от 8 октября 2022 года. По мнению сайта, он «не пропустил ни одного шага» при повторном исполнении роли, «без труда вернувшись к своему образу Сорвиголовы».

## Комментарии
1. ↑  Как показано в серии «Разве это не настоящая магия?».